# El peor comediante del mundo
El peor comediante del mundo es una película de comedia dramática dominicana de 2017 dirigida por Luis Corporán y escrita por Miguel Alcántara quien coprotagoniza la película junto con Phillip Rodríguez. Se estrenó el 17 de agosto de 2017 en cines dominicanos.

## Sinopsis
Aurelio es un comediante que está pagando con creces el precio de la fama. Su indisciplina y la manera de manejar su carrera ha fomentado su exclusión de los escenarios. Ahora, encerrado en su casa todo el día y sin nada que hacer, vive el peor momento de su vida recordando sus pasadas glorias. Martha, su esposa, lo ha abandonado, al igual que todos los que le rodeaban en la bonanza, solo le queda la compañía de su manejador artístico y mejor amigo, Antonio, quienes buscan las justificaciones de sus desgracias con una leve manifestación hacia la esperanza.

## Reparto
Los actores que participaron en esta película son:
- Phillip Rodríguez como Aurelio
- Miguel Alcántara como Antonio
- Alina Vargas como Martha
- Ovandy Camilo como Piñoño
- Oscar Carrasquillo como Benítez
- Richard Douglas como Tío de Piñoño
- Fausto Mata como Vendedor de carro
- Tony Pascual como Vendedor de ollas
- Rafael Alduey como Policía
- Ana María Arias como Pasajera en autobús
- Luis Cruciel como Hombre del vecindario
- Jacqueline Estrella como Maestra
- Raúl Grisanty como Presentador
- Fidia Peralta como Lidia 'la intensa'
- Juan Carlos Pichardo Jr. como Vendedor de cachapa
- José Enrique Pintor como Guevara Matías
- Fernando Pucheu como Yiyo

## Premios y nominaciones
| Año  | Premio / Festival | Categoría       | Recipiente                                  | Resultado | Ref.        |
| ---- | ----------------- | --------------- | ------------------------------------------- | --------- | ----------- |
| 2018 | Premios La Silla  | Mejor comedia   | Luis Corporán P.                            | Nominado  | [ 7 ] [ 8 ] |
| 2018 | Premios La Silla  | Mejor productor | Miguel Alcántara, Francis Disla & Luis Lora | Nominados | [ 7 ] [ 8 ] |